# Mustafa Pehlivanoğlu
Mustafa Pehlivanoğlu (geboren 3. März 1958 in Ayaş; gestorben 7. Oktober 1980 in Ankara) war ein Mitglied der rechtsextremen türkischen Ülkücü-Bewegung. Er war der erste Ülkücü, der nach dem Militärputsch in der Türkei 1980 zum Tod durch den Strang verurteilt und gehängt wurde. Ihm wurde die Beteiligung am "Massaker von Balgat" zur Last gelegt. Dabei waren nachts am 10. August 1978 verschiedene Kaffeehäuser linksgerichteter Türken von rechten Türken beschossen und insgesamt fünf Menschen getötet worden. 
Pehlivanoğlu wurde wenige Stunden nach dem Ereignis bei einer polizeilichen Durchsuchungsmaßnahme mit anderen festgenommen.
Seine Aussagen wurden ihm nach Darstellung der Hürriyet unter Gewaltanwendung abgepresst. Einer der Richter soll später in seinen Memoiren erklärt haben, Pehlivanoğlu sei als Ausgleich für die Hinrichtung des linksgerichteten Necdet Adalı zum Tode verurteilt worden. Die Zeitung Radikal berichtete hingegen am 6. September 2011, Pehlivanoğlu habe wenige Stunden vor seiner Hinrichtung die Tat eingestanden und bereut und als Hintermänner Abdullah Çatlı und Muhsin Yazıcıoğlu genannt.
Das Urteil wurde am 18. Oktober 1979 durch ein Ausnahmezustandsgericht in Ankara gefällt und am 16. Juli 1980 durch den 2. Senat des  Militärkassationshofes bestätigt. Anschließend gelang ihm gemeinsam mit İsa Armağan, der mit ihm zum Tode verurteilt worden war, kurz vor dem Putsch die Flucht aus dem Militärgefängnis von Mamak. Die Männer wollten ins Ausland fliehen, der Putsch und der anschließende Ausnahmezustand verhinderten dies. Die beiden wurden am 18. August 1980 in Kütahya gefasst und erneut inhaftiert. Keine zwei Monate später wurde Pehlivanoğlu im Militärgefängnis durch den Strang hingerichtet und auf dem Friedhof von Karşıyaka begraben. 
Pehlivanoğlu wird in der Ülkücü-Bewegung als Märtyrer verehrt. Recep Tayyip Erdoğan erinnerte im Jahr 2010 bei einer Fraktionssitzung seiner Partei an ihn und las aus seinem Abschiedsbrief vor. Dabei rang er sichtbar um Fassung. Im März 2015 wurde bekannt, dass Pehlivanoğlus Leben verfilmt werden soll. İpek Tuzcuoğlu soll dabei die Mutter verkörpern. In İnegöl wurde eine Straße nach ihm benannt.